# Enoch Sontonga
Enoch Mankayi Sontonga (Uitenhage, 1873 circa – Johannesburg, 18 aprile 1905) è stato un compositore sudafricano.
È ricordato come autore di Nkosi sikelel' iAfrika, inno religioso divenuto inno ufficiale dell'ANC e in seguito, in originale o con testo tradotto, inno nazionale di diverse nazioni africane (Tanzania, Zambia, Zimbabwe, Namibia, Sudafrica).

## Biografia
Nato nell'allora Provincia Orientale, di etnia xhosa o tsonga, si diplomò al Lovedale Training College e divenne insegnante, professione alla quale affiancò l'attività di fotografo dilettante. Contrasse matrimonio con Diana Mgqibisa, figlia di un pastore metodista, ebbe da lei un figlio e visse con la famiglia a Pimville. Dal 1896 fu direttore del coro dei ragazzi dell'istituto scolastico metodista di Nancefield, per il quale compose numerosi brani raccolti in un quaderno di esercizi che aveva in animo di pubblicare.
La sua fortuna postuma è interamente legata alla composizione nel 1897 di uno di questi brani, Nkosi sikelel' iAfrika, un semplice inno religioso di cui scrisse anche il testo e che, fatto proprio dall'ANC, sarebbe divenuto il simbolo musicale della lotta di liberazione contro l'apartheid e sarebbe stato adottato in varie forme da più nazioni africane come inno nazionale, acquistando la valenza e la fama di vero e proprio inno dell'Africa. Dopo la morte prematura, avvenuta all'età di trentadue anni per una causa ignota che gli procurava violenti dolori di stomaco, tutte le altre sue opere andarono perdute. I diritti di Nkosi furono ceduti dalla vedova per solo mezzo scellino.
Enoch Sontonga fu sepolto nel settore non bianco del cimitero di Braamfontein (Johannesburg). La sua tomba fu proclamata monumento nazionale sudafricano il 24 settembre 1996, in una cerimonia ufficiale presieduta da Nelson Mandela, e al compositore fu conferito alla memoria l'Ordine per Servizio Meritorio.